# Поганий і божевільний
Поганий і божевільний (кор. 배드 앤 크레이지, Baedeu aen Keureiji, інша назва — Лихий та скажений) — південнокорейський телесеріал. У головних ролях Лі Дон Ук, Ві Ха Чжун, Хан Чжи Ин і Ча Хак Йон. 
Оригінальний серіал iQIYI описує історію компетентного, але корумпованого детектива, в житті якого настає хаос через його другу таємничу особистість, яка прагне справедливості. 
Прем’єра відбулася на tvN & iQIYI 17 грудня 2021 року та виходила щоп’ятниці та щосуботи о 22:40 (KST) до 28 січня 2022 року.

## Синопсис
Сюжет розповідає про досвідченого, але корумпованого детектива, який має роздвоєння особистості та живе почуттям справедливості.  
Су Йоль (Лі Дон Ук) працює поліцейським. Він компетентний у своїй роботі, але має сумнівну етику та готовий піти на все все, щоб досягти успіху. Завдяки своїй амбітній особистості він отримав підвищення за короткий проміжок часу. Його спокійне життя раптово змінюється з появою його другої особистості К (Ві Ха Джуна), який жадає справедливості та мріє бути героєм. 
В той же час Лі Хуей Гьом (Хан Чжи Юн) працює лейтенантом поліції у відділі боротьби з наркотиками у відділенні поліції Моуї. Крім того, вона доброчесна людина та з ентузіазмом виконує свою роботу. Колись вона зустрічалася з Су Йолем.

## Акторський склад

### Головні ролі
- Лі Дон Ук — Рю Су Йоль/Ін Чже Хуей
  - Нам До Юн  — юний Ін Чже Хуей

- Ві Ха Джун як К

- Хан Джи Юн у ролі Лі Хуей Гьома

- Ча Хак Йон — О Кьон Те

### Другорядні ролі

#### Поліцейське агентство Мун Янг
- Сунг Джі Ру  — Бон Піль, начальник відділу антикорупційних розслідувань поліцейського управління Муньян [2]
- Ча Сі Вон — Чже Сон, інспектор 2-ї групи відділу антикорупційних розслідувань [3]

- Лі Хва Рьон — Ге Сік, група розслідування злочинів, пов’язаних із наркотиками, група розслідування злочинів, пов’язаних із наркотиками, команда 1, керівник групи
- Шин Джу Хван — Хео Чон Гу, група розслідування злочинів, пов’язаних із наркотиками, група розслідування злочинів, пов’язаних із наркотиками, команда 1
- Джо Дон-Ін — Чан Кі Чон, група розслідування злочинів, пов’язаних із наркотиками, група розслідування злочинів, пов’язаних із наркотиками, команда 1
- Лі Сан Хонг — До Ін-Бом, детектив із вбивств[4]

#### Наркогрупа
- Кім Хієора — Бос Йон, лідер наркогрупи[5]
- Вон Хюн Джун — Андрєй, помічник боса Йонга[6]

### Інші
- Лі Джу Хеон — Так Мін Су[7]
- Кан Ешім у ролі Со Син Сук, прийомної матері Су Йоля
- Кім Де Гон — Рю Дон Йоль, прийомний старший брат Су Йоля[8]
  - Пак Сон Ху в ролі юного Рю Донг Йоля

## Виробництво
31 березня 2021 року було оголошено, що Ю Сон Дон, режисер телесеріалу OCN 2020 The Uncanny Counter, буде режисером фільму OCN Поганий та божевільний. Днем пізніше агентство Лі Дон Ука, King Kong by Starship, повідомило, що він розглядає пропозицію знятися в серіалі, з подальшою позитивною відповіддю. 

### Зйомки
8 серпня зйомки серіалу проходили в Очанг-іп, Чхонвон-гу, Північна провінція Чхунчхон.

## Реліз
Серіал вийшов 17 грудня 2021 року та виходив щоп’ятниці та щосуботи о 22:40 (KST). Він також доступний на iQIYI в 191 країні для трансляції.